# Station Aulnay-sous-Bois
Aulnay-sous-Bois is een station gelegen in de Franse gemeente Aulnay-sous-Bois en het departement van Seine-Saint-Denis.

## Geschiedenis
In 1875 is Aulnay-sous-Bois geopend

## Het station
Aulnay-sous-Bois is een station langs de Parijse RER (Lijn B), spoorlijn La Plaine - Hirson en Anor en Transilien. Het ligt op de grens tussen de RER-takken B3 en B5. Vanaf Aulnay-sous-Bois rijdt RER in noordelijke richting naar Mitry - Claye en luchthaven Charles de Gaulle. Het station is ook het eindpunt van de Parijse tramlijn 4 naar Bondy.

## Bestemmingen

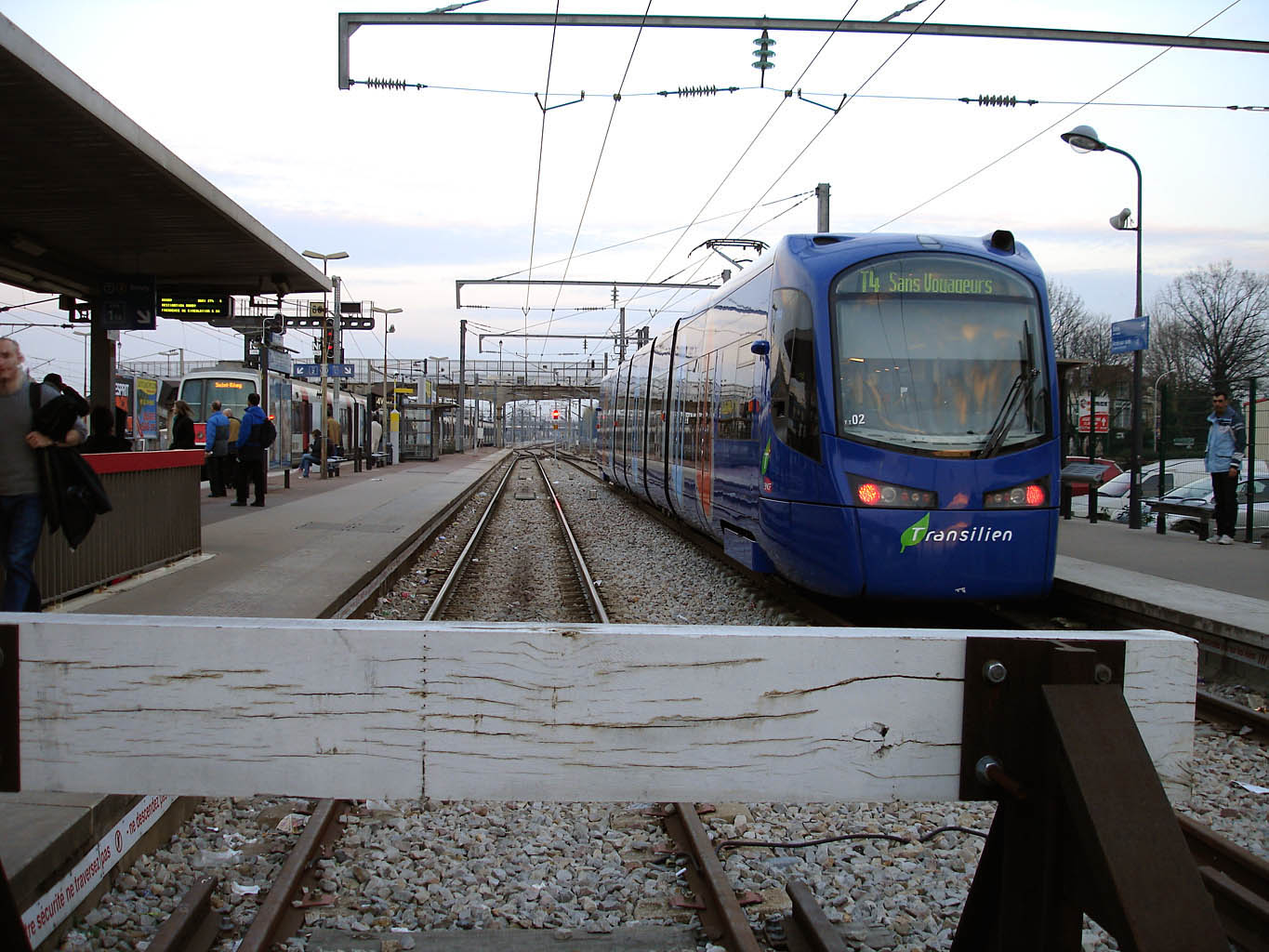
Tram T4 richting Bondy

Op het station stoppen treinen van de RER B en van Transilien lijn K. Ook stoppen er trams van tramlijn 4, welke dit station als eindbestemming hebben.

## Vorige en volgende stations
| Richting                                | Vorig station     | Lijn    | Volgend station        | Richting                            |
| --------------------------------------- | ----------------- | ------- | ---------------------- | ----------------------------------- |
| Robinson B2 Saint-Rémy-lès-Chevreuse B4 | Le Blanc - Mesnil | RER B   | Sevran-Beaudottes      | Aéroport Charles de Gaulle 2 TGV B3 |
| Robinson B2 Saint-Rémy-lès-Chevreuse B4 | Le Blanc - Mesnil | RER B   | Sevran-Livry           | Mitry - Claye B5                    |
| Paris-Nord                              | Paris-Nord        | Trans K | Mitry - Claye          | Crépy-en-Valois                     |
| Eindpunt                                | Eindpunt          | T 4     | Rougemont — Chanteloup | Bondy                               |